# نامانتر أندولان
نامانتر أندولان (بالإنجليزية: حركة تغيير الاسم) كانت حركة دالية وبوذية مُحدثة -مُجددة- لتغيير اسم جامعة ماراثودا في أورانجاباد، بمهاراشتا بالهند إلى جامعة الدكتور باباساهب أمبيدكار. حققت الحركة بعض النجاح عام (1994) عندما قبل اسم باباساهب أمبدكار ماراثودا كاسم للجامعة. كانت الحركة واجهة عنف للداليت والبوذيين في نافايانا.

## الخلفية
تعني كلمة نامانتر «تغيير الاسم»، وتعني كلمة أندولان «حركة اجتماعية». استمرت حركة نامنتر أندولان في حملتها لتغيير اسم جامعة ماراثودا نحو 16عامًا، تقديرًا للدكتور أمباكار، الفقيه السياسي والمُصلح الاجتماعي الذي طالب بجعل الإقصاء -النَبذ- جرمًا قانونيًا.
دعمت مجموعات من الطلاب غير الداليت في البداية مطالب الحركة، بإعادة تغيير اسم جامعة ماراثودا، لكنها فعلت ذلك لأسباب عقائدية أكثر من كونها رغبة براغماتية، وكان معظمهم من الماهر (البوذيين الحاليين)، وكانوا ينتمون إلى الصفوف العامة من الشعب. لم يُظهر طلاب الداليت دعم أي أسباب تتعلق بالرسوم الجامعية المخفضة أو الكتب الرخيصة، لكنهم شكلوا نحو 26% من مجموع الطلاب، وتوقعوا بعض التعويضات. نظمت مسيرة شارك فيها طلاب الداليت وغير الداليت بنية تقديم التماس لمجلس الجامعة لتغيير اسمها. التقت المسيرة بمسيرة أخرى والتي كانت تحت قيادة جانجادهار جاد، وكان زعيم الداليت بانثر، والذي وجه العديد من الإساءات للطلاب الغير منتمين للداليت، ونسب الفضل للداليت في تغيير اسم الجامعة. أدت أفعال جاد إلى انفصال الطلاب الغير منتمين إلى الداليت، ووفقًا لديبانكر جوبتا لم يكن الانقسام كبيرًا بسبب التعصب والتحفظ الهندوسي لدعم عملية إعادة تسمية الجامعة، بل بسبب الموقف الطائفي والعنيف الذي اتخذه جاد، والذي بدوره كان يعتقد أن أي تحالف بين الداليت وغير الداليت يمكن أن يؤثر على فاعلية حركتهم وتأثيرها. واصل اتحاد الطلاب الهندي ومنظمة يوكرانت دعم أهداف الحملة من بين العديد من المنظمات اليسارية الأخرى.
وعد رئيس ولاية ماهراشترا في عام (1977) بإجراء إعادة تسمية للجامعة، وفي يوليو عام (1978)، وافقت الهيئة التشريعية بالولاية على هذا المُقترح. لاحظ أوتارا شاستري أن الحملة في هذا الوقت تعكس رغبة البوذيين الجدد في تحسين صورتهم ومكانتهم في المجتمع، وكورقة مهمة للترويج لأفكار أمبدكار التي مكنته من تحقيق الشهرة والمكانة المُتميزة. مررت الهيئة الإدارية بالجامعة حزمة من القرارات لإعادة تسمية الجامعة، وكانت هذه القرارات مقدمة للشغب الذي بدأ في السابع والعشرين من يوليو عام (1978) واستمر لعدة أسابيع.
اعتقد العديد من المُعلقين أمثال جايل أومفدت أن أحداث العنف التي جرت ما هي إلا حرب طائفية بسبب الكراهية، بينما اعتقد الآخرون أنها ترجع لأسباب متعددة، لكنهما اتفقا على أن أحداث العنف كانت تستهدف البوذيين الجدد ولم تمتد إلى مجموعات الداليت الأخرى، بينما أضاف جوبتا أنها كانت مُركزة في ثلاثة مقاطعات في ماراثودا، وهي مقاطعات أورانجاباد، وناديد، وباربهاني، إذ ترتفع نسبة تسجيلات الداليت في المدارس والكليات، وقد كانت المنافسة الاقتصادية أقوى. في الواقع، كانت مراكز الاضطرابات مناطق حضرية، حيث سيكون تأثير البوذيين الجُدد أعمق على القواعد الاقتصادية والوظيفية والاجتماعية التي تعتبرها الطائفة الهندوسية من الأمور المهمة التي يجب الحفاظ عليها واحتوائها. كانت الاضطرابات غائبة عن المقاطعتين الأخريين، «بيد» و«عثمان باد» نسبيًا، ومع ذلك، تسربت إلى بعض المناطق الريفيّة لكن بشكل غير كامل. تُشير عمليات الاستهداف الجوغرافي والديموغرافي وفقًا لجوبتا إلى الأسباب الحقيقية لأحداث العنف التي كانت أقل حدّة من الحرب بين الطائفة الهندوسية والداليت. كان هناك بعض حالات العنف التي حدثت تحت زريعة وغطاء أعمال الشغب في أماكن أخرى، لكنها في الواقع، لم تكن على علاقة بالأسباب الفعلية لأعمال الشغب. ومع تعارض وجهات النظر، أكدت واي سي دامل أن أحداث العنف أثرت على نظام الطوائف القائم في القرى من خلال إثارة قضية إعادة تسمية جامعة ماراثودا، بعد أن قُدم دكتور أمبدكار في صدارة المشهد من قبل منظمة داليت بانثرز بالإضافة إلى بعض القادة الآخرين من المناطق الحضرية. ومع استمرار دعوات التحريض، لم يُبذل أي جهد لحماية القرى والقرويين.

## الهجمات
أثرت أعمال الشغب على 1.200 قرية في ماراثودا ما ترك أثرًا على نحو 25.000 من الداليت البوذيين الماراثيين. دفعت أعمال الشغب الآلاف من القرويين نحو الأداغال لحماية أنفسهم. لم يرجع الداليت المرعوبون إلى قراهم رغم المجاعة التي حلت بهم في الأدغال. يُعتقد أن أعمال العنف هذه نظمها أعضاء في مجتمع مارثا، والتي أخذت أشكالًا عديدة مثل القتل والاغتصاب والتحرش بنساء الداليت، ونهب بيوتهم وأكواخهم، وإجبارهم على مغادرة قراهم، وتلويث آبار مياه الشرب، وتخريب حقولهم وماشيتهم. استمر هذا الحال لنحو 67 يومًا. وفقًا لما قاله زعيم اليوكرانت، فإن الهجمات على الداليت كانت جماعية ومخططًا لها مسبقًا. في العديد من القرى، حُرقت مستعمرات الداليت ما أثّر على نحو 900 أسرة في ماراثودا. دمّر مثيروا الشغب الطائفيون كل الحاجات والمستلزمات الأساسية الموجودة في منازل الداليت، حتى أنهم حرقوا مخزونات الأعلاف المملوكه لهم. أتلفوا ودمروا الكباري والقناطر الواصلة لتلك القرى لشل حركة المساعدات العسكرية والشرطة أثناء شن الهجمات.هاجمت الحشود المثيرة للعنف الهيئات الحكومية بما في ذلك المستشفيات وخطوط السكك الحديدية، ومقرات الغرام بانشيات -مجالس القرى المحلية- وحافلات النقل والمباني التعليمية ونظام الهاتف، ما أدى لانهيار الخدمات الحكومية في المنطقة. استمرت منطقة ماراثودا تحت وطأة العنف لأكثر من عامين. دمرت أعمال العنف الداليت اقتصاديًا ونفسيًا. أُصيب الكثير من متظاهري الداليت الذين خرجوا للمطالبة بإيقاف العنف، وتوفي تسعة عشر منهم، خمسة متظاهرين فقدوا حياتهم أثناء قمع الشرطة لتظاهراتهم.
تركزت معظم أحداث العنف في مقاطعة نانديد. فعلى سبيل المثال:
- قرية سونخد: حرق مثيروا الشغب المناطق السكنية للداليت، واغتصبوا سيدتان، وقتلوا ثلاثة أطفال.
- قرية سوجون: قُتل جاناردهان مافد.
- قريتي بولسى وتورتورد: قُتلت العديد من النساء وعذبن (واحدة منهم، قُطع ثديها)
- فقد الابن الأكبر شاندر كامبل للشهيد بوشيرام كامبل حياته أثناء أندولان -حركة تغيير الاسم-[15]
- كوكليجون: معلم من الداليت، وناشط اجتماعي محلي، عُذب مع زوجته وأُحرقت مساكنهم.

انتقلت أحداث العنف أيضًا إلى مقاطعة بارباهاني، فعلى سبيل المثال:
- بلدة بارباهاني: دمر الطلاب والشباب الهندوس تمثالًا لأمبدكار في باهيم ناجار.
- مدينة بارباهاني: في السابع من يوليو عام (1978)، أوقف مثيروا الشغب الحافلات والقطارات، وقطعوا خطوط الهاتف. لم تتمكن الشرطة من التدخل، وبعد 30 يوليو استُهدفت مساكن الداليت.
- قرية أدجون: كان الداليت مهددين، ودُمرت مزارعهم وماشيتهم ومُعداتهم الزراعية.
- لاحظ ساميتي أحداث عنف مشابهة (كالتي وقعت في مقاطعة نانديد) في مقاطعات كوريجون وكوالجون وناداجون وسودجون وهالتا وكوهيجون وناندابور، وكثير من قرى مقاطعة بارباهاني.

شملت أمثلة أحداث العنف في مقاطعة أورانجاباد الآتي:
- مدينة أورانجاباد: دمر الأشخاص من غير الداليت الممتلكات العامة، وحرق الحافلات، وتحطيم الجسور لشل الحياة الاجتماعية.
- مدينة أورانجاباد: عارض الكثير من أساتذة الجامعات إعادة تسمية الجامعة. وعلى الجانب الآخر، تعرض الأستاذ الجامعي ديسادرا، وهو أستاذ ماركُسي، إلى الاعتداء بالضرب من «الطلاب الماراثيين لدعم الحركة».
- قرية أكولا: تعرض ماهاجانروا باتيل للضرب المُبرح -رغم أنه من الطائفة الهندوسية- بسبب مُساعدته للداليت، ومع ذلك، لم تستجب الشرطة لشكواه.

شملت أمثلة أحداث العنف في مقاطعة عُثمان أباد الآتي:
- تولجابور: تعرّضت نساء الداليت لهجوم فعلي، إذ ساعدت نساء الطائفة الهندوسية العليا في حرق منازل الداليت والاعتداء على نسائهم.
- تعرّض الداليت للإرهاب بتدمير الطرق والكباري وخطوط الهاتف، وقُطعت الطرق الواصلة بين كالام ويرمالا.
- تعرض الداليت في تولزابور وسافارجون وبافي وبثرود وواجهولي للهجمات أيضًا.
- شنت مجموعة مكونة من نحو 900 شاب من الطائفة الهندوسية العليا العديد من الهجمات على الداليت في هذه المقاطعة.

تشمل أمثلة أحداث العنف في مقاطعة هينجولي الآتي:
- باسمث: بعد الهجمات، لم تُقدّم التاسيلدر أي مساعدات أو وجبات للضحايا، وبدلًا من ذلك، نصحوهم بالتسول.
- تشمل أمثلة أحداث العنف في مقاطعة ناشيك الآتي:

- مدينة ناشيك: كان هناك العديد من المحاولات لوضع الأحذية على تمثال شيفاجي، للسخرية من البوذيين، وإشعال أعمال العُنف.
- قرية فيهيت: حُطم تمثال أمبدكار.

تشمل أحداث العنف في ناجبور:
- أطلقت الشرطة النار على رأس الطفل أفيناش دونجر، وهو يردد شعارات الحركة على جسر إندورا.
- ضحى العديد بحياتهم أثناء كفاحهم في ناجبور، أمثال ديليب وعبد الستار وروشان بوركار وراتان مانده.

تعرّض فاوزدار بورفار للضرب المبرح، ثُم أُحرق حيًا من قبل مجموعات متطرفة في موقع بعيد للشرطة في قرية جالجوت. وفي مومباي تعرّض المتظاهرون للغازات المسيلة للدموع. تعرضت تماثيل بوذا وأمبدكار في هذه المناطق التي شملتها أحداث العنف للتدمير والتخريب.